# Viktor Perun
Viktor Perun –en ucraniano, Віктор Перун– es un deportista ucraniano que compitió en boxeo. Ganó una medalla de plata en el Campeonato Mundial de Boxeo Aficionado de 2001 y una medalla de bronce en el Campeonato Europeo de Boxeo Aficionado de 2002.

## Palmarés internacional
| Campeonato Mundial | Campeonato Mundial    | Campeonato Mundial | Campeonato Mundial |
| Año                | Lugar                 | Medalla            | Categoría          |
| ------------------ | --------------------- | ------------------ | ------------------ |
| 2001               | Belfast (Reino Unido) | Medalla de plata   | 81 kg              |
| Campeonato Europeo |                       |                    |                    |
| Año                | Lugar                 | Medalla            | Categoría          |
| 2002               | Perm (Rusia)          | Medalla de bronce  | 81 kg              |